# Apochthonius typhlus
Apochthonius typhlus es una especie de arácnido  del orden Pseudoscorpionida de la familia Chthoniidae.

## Distribución geográfica
Se encuentra en Misuri (Estados Unidos).